# Olivia Sparrow
Lady Olivia Sparrow, född 1776, död 1863, var en anglo-irländsk adelskvinna. 
Hon är känd för sin verksamhet som filantrop och evangelisk missionär, och var medlem i en stor mängd kristna välgörenhetsföreningar. 